# Sigurimi
Drejtoria e Sigurimit të Shtetit (Directoriaat van Staatsveiligheid), normaal de Sigurimi genoemd, was de geheime dienst in de Socialistische Volksrepubliek Albanië.
Deze organisatie werd op 20 maart 1943 opgericht en kreeg het doel om de communistische regering aan de macht te houden. De Sigurimi richtte zich op het onderdrukken van "contra-revolutionaire" activiteiten en het opsporen van "vijanden van het volk" (al dan niet echte of denkbeeldige vijanden). De Sigurimi beheerde ook de vele heropvoedkampen (strafkampen) die in het land aanwezig waren. Het is niet bekend of de organisatie deed aan buitenlandse operaties zoals de Oost-Duitse Stasi of de Roemeense Securitate dit deden. Op 12 juli 1991, net voor de val van het Communistische regime, hield de organisatie op te bestaan. Het werd opgevolgd door de Shërbimi Informativ Kombëtar (Nationale Beveiligingsdienst) ook wel de SHISK genoemd.